# 세바스티앙 이장바르
세바스티앙 이장바르(Sébastien Izambard, 1973년 3월 7일 ~ )는 프랑스의 가수로, 일 디보의 일원으로 잘 알려져 있다.